# Kontinuummekanik

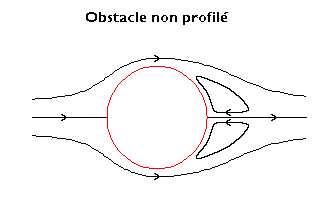
En gas, exempelvis lufts, flöde runt ett klot.

Kontinuummekanik är klassisk mekanik för kontinua, det vill säga deformerbara, kontinuerliga kroppar.
Stelkroppsmekanik kan ses som ett specialfall av kontinuummekanik om man kan bortse från att kropparna är deformerbara. Utgörs kropparna av vätskor fås ett annat specialfall av kontiniuummekanik, hydromekanik. Utgörs kropparna av gaser får man ytterligare ett specialfall av kontiniuummekanik, aerodynamik.

## Tillämpningar
Strömningsmekanik är en viktig tillämpning av kontinuummekaniken, liksom hållfasthetsläran.

### Tillämpningar inom sporten

Illustration av Magnuseffekten

Inom golfen kan en golfboll illustrera flera viktiga principer som kan belysa kontiniuumsmekaniken, och moderna golfbollar designas i beaktande av kontiniuumsmekaniken.
- Puttning, vid en första approximation, torde man kunna uppfatta en golfboll som en stel kropp.
- Utslag, samt vid så kallade transportslag, deformeras bollen tillfälligt, vilket förändrar de aerodynamiska egenskaperna, och, eftersom alla moderna golfbollar är försedda med så kallade dimples, som ger upphov till turbulens i luftströmmarna bakom bollen, vilket möjliggör att bollen kan färdas en betydligt längre sträcka än vad som skulle ha varit fallet om bollen endast hade varit ett stelt, idealt, klot.
- Inspel, vid inspel vill man vanligen att bollen inte skall rulla framåt, utan stanna så snart som möjligt, eller rulla tillbaka, vilket givetvis förutsätter att spelaren slår in bollen något längre än vad som utgör den avsedda platsen där bollen skall stanna. Detta kan åstadkommas genom att bollen slås på ett sådant sätt att en betydande underskruv erhålls, vilket medför att Magnuseffekten blir betydelsefull.